# Spathius seriphus
Spathius seriphus är en stekelart som beskrevs av Nixon 1943. Spathius seriphus ingår i släktet Spathius och familjen bracksteklar. Inga underarter finns listade i Catalogue of Life.